# 史蒂芬妮·西摩
史蒂芬妮·西摩（英語：Stephanie Seymour，1968年7月23日—），美國超級名模亦是內衣品牌维多利亚的秘密的前任天使之一。她曾出現於超過300本雜誌的封面。